# André Mahé

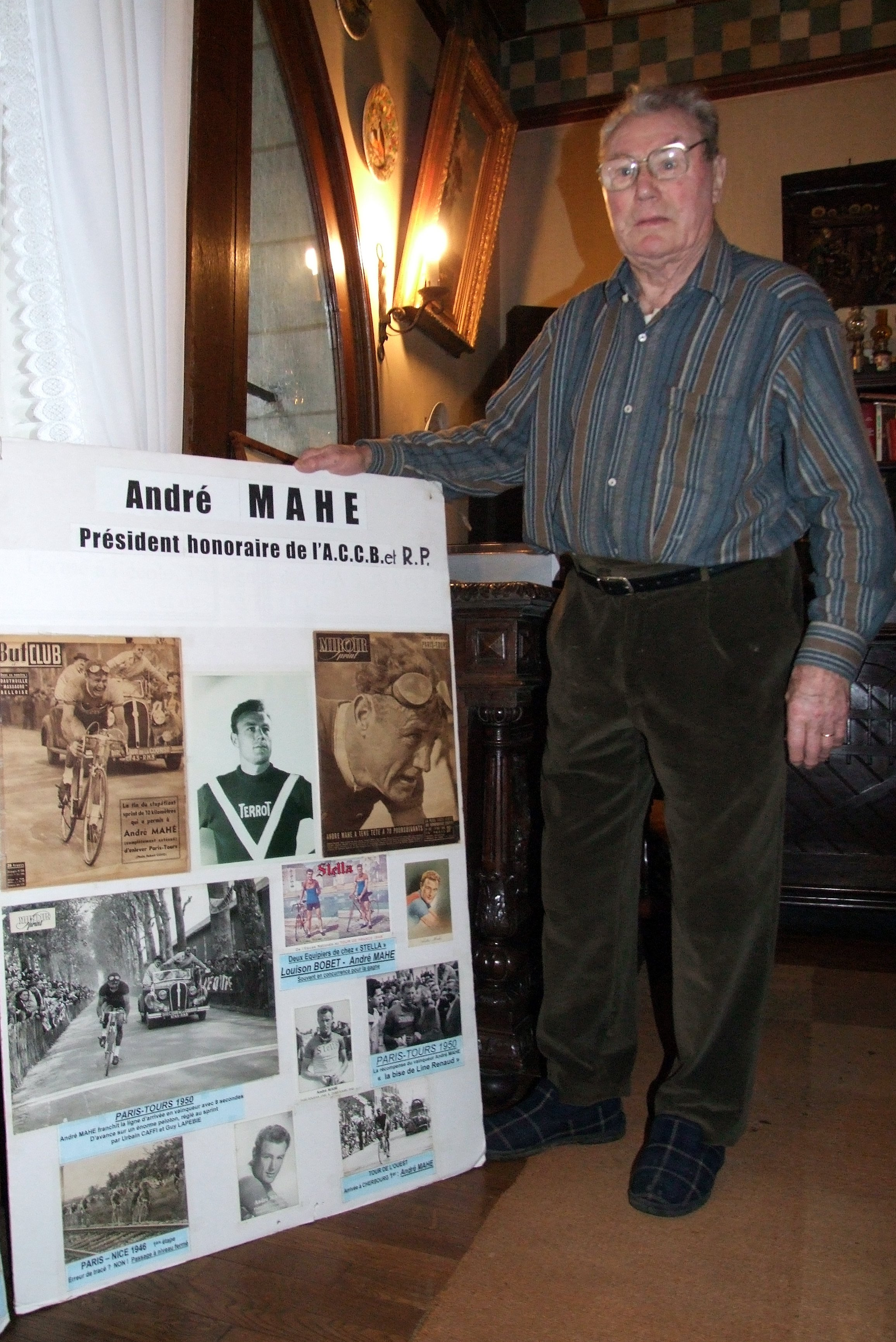
Andre Mahé, ciclista profesional (1919 - 2010)

André Mahé es un ciclista francés, nacido el 18 de noviembre de 1919 en Paris y fallecido en Choisy-au-Bac (Oise), el 19 de octubre de 2010. Profesional de 1945 a 1954, ganó la París-Roubaix 1949, ex aequo con Serse Coppi, y la París-Tours en 1950.

## Palmarés
| 1946 - Tour du Finisterre 1947 - 1 etapa del Tour de l'Ouest 1948 - G.P de l'Équipe 1949 - París-Roubaix (ex-æquo con Serse Coppi) - G.P de l'Équipe | 1950 - París-Tours 1951 - Gran Premio de l'Écho d'Alger 1952 - Circuito des Deux-Ponts à Montluçon 1953 - Montsauche |

## Resultados en las grandes vueltas
- 1947 : abandono
- 1949 : 49.º
- 1950 : abandono
- 1951 : abandono